# 광고 캠페인
광고 캠페인(advertising campaign)은 통합 마케팅 커뮤니케이션(IMC)을 구성하는 단일 아이디어와, 주제를 공유한 일련의 광고 메시지다. IMC는 사람들이 아이디어, 신념 및 개념을 하나의 대형 미디어 기반으로 그룹화 할 수 있는 플랫폼이다. 광고 캠페인은 특정 기간 동안 다양한 미디어 채널을 활용하고 식별된 잠재 고객을 대상으로 한다.
일련의 개별 광고와 사용할 마케팅 커뮤니케이션의 모티프를 설정한 캠페인 주제(테마)는, 판촉 활동에서 받게 될 핵심 메시지이며, 광고 캠페인의 주요 초점이다. 캠페인 주제는 중요한 기간 동안 사용된 목적으로 주로 생산되지만, 대다수의 주제들은 비효과적이거나, 시장 조건, 경쟁 그리고 마케팅 믹스와 같은 요인으로 인해 한시적이다.
광고 캠페인은 특정 목적 또는 일련의 목적을 달성하기 위해 만들어진다. 이러한 목적은 대개 브랜드 구축, 브랜드 인지도 제고, 전환률/판매율 강화 등이다. 이러한 목표를 달성하는 데 있어 성공률 또는 실패율은 효과 측정도구를 통해 계산된다. 광고 캠페인이 효과적인 캠페인이 되기 위해 반드시 고려해야 한 5가지 포인드가 있다. 이 것은 통합 마케팅 커뮤니케이션(IMC), 미디어 채널, 포지셔닝, 커뮤니케이션 프로세스 다이어그램 및 터치 포인트다.

## 같이 보기
- 광고
- 증강 광고
- 텔레비전 광고
- 한국방송광고진흥공사
- 공익광고협의회